# Рощинка
Ро́щинка (фин. Raivolanjoki) — река, протекающая по Выборгскому району Ленинградской области и Курортному району Санкт-Петербурга. На берегах реки расположен посёлок городского типа Рощино. Река и её окрестности находится в составе двух особо охраняемых природных территорий: «Линдуловская роща» и Гладышевский заказник, а с февраля 2022 года было одобрено предложение о создании ООПТ «Долина реки Рощинки». В реке обитают виды, занесённые в Красную книгу России, такие как обыкновенная жемчужница и кумжа.

## Физико-географическая характеристика
Длина реки составляет 15 км, площадь водосборного бассейна — 218 км², падение реки — 37,4 м, продольный уклон — 2,49 м/км, модуль стока — 10,6 л/(с × км²). Рощинка относится к речному бассейну Невы Балтийского бассейнового округа. Глубина во время межени снижается до 1 м, на плёсовых участках до 2,5 м. Дно галечно-гравийное, вдоль берегов песчаное, со слоем иловых наносов до 10 см толщиной. Грунты песчаные и суглинистые. Ширина долины варьируется от 120 до 350 м, высота склонов от 3 до 10 м. Русло извилистое, его ширина в нижнем течении составляет 14 м, в устье — от 15 до 20.
Рощинка берёт своё начало на слиянии рек Широкая и Нижняя у посёлка городского типа Рощино в Выборгском районе Ленинградской области. Далее течёт через озеро Рощинское длиной 1,5 км. Устье Рощинки расположено в месте её слияния с рекой Гладышевка у посёлка Серово в Курортном районе Санкт-Петербурга, ширина реки в этом участке достигает 15—20 м. Их слияние даёт начало реке Чёрная.

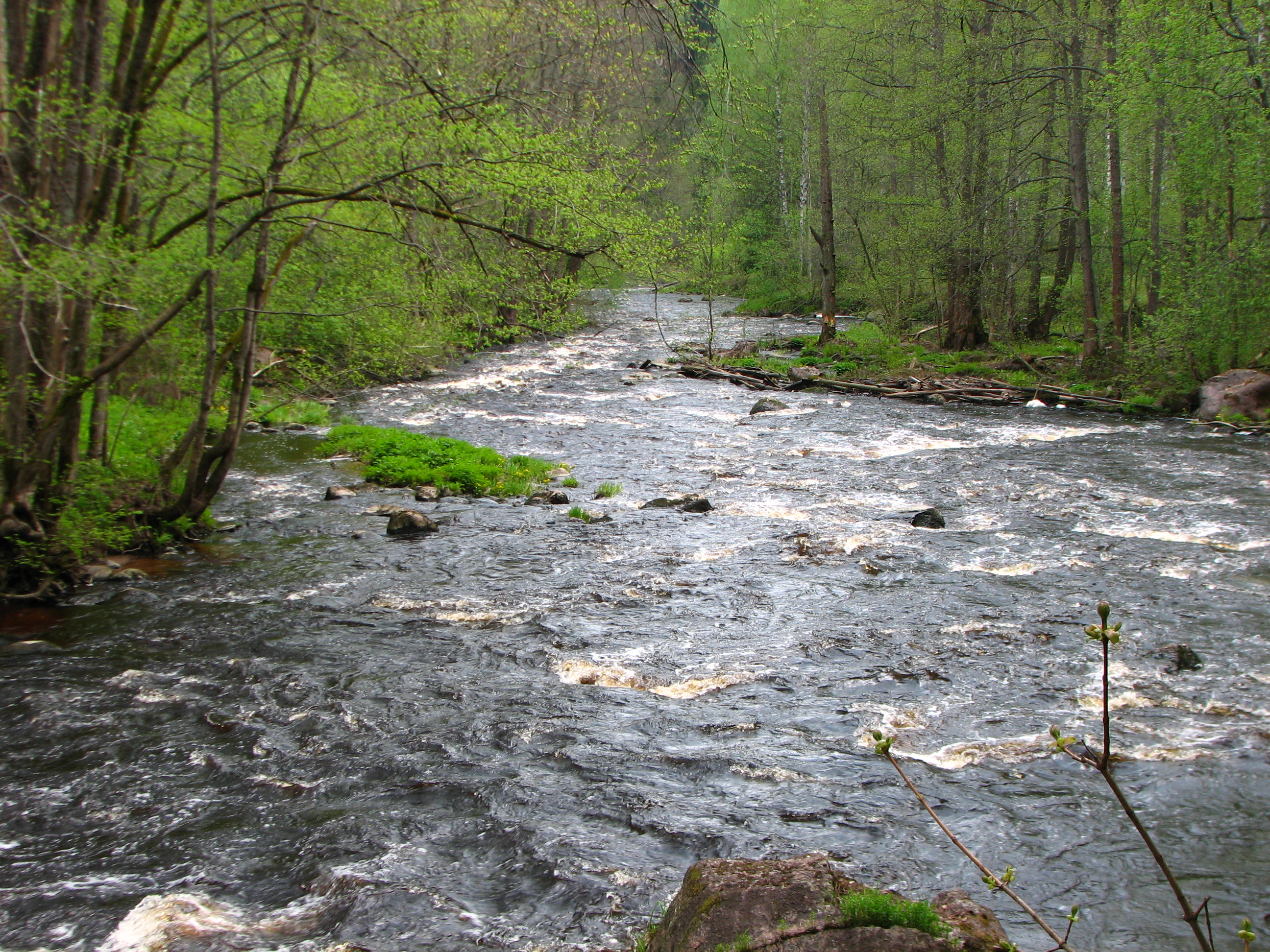
Пороги на Рощинке
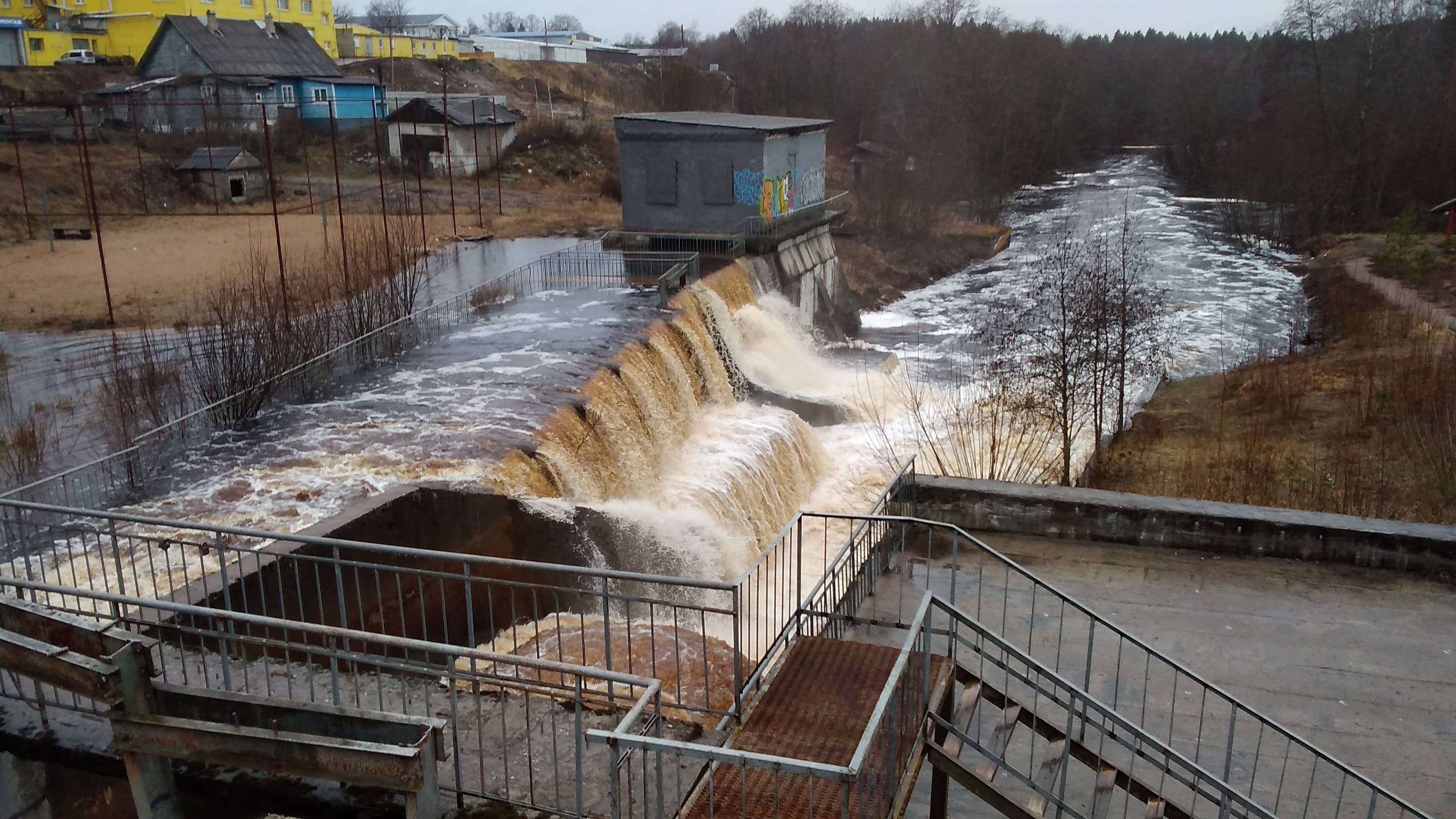
Рощинская ГЭС на реке
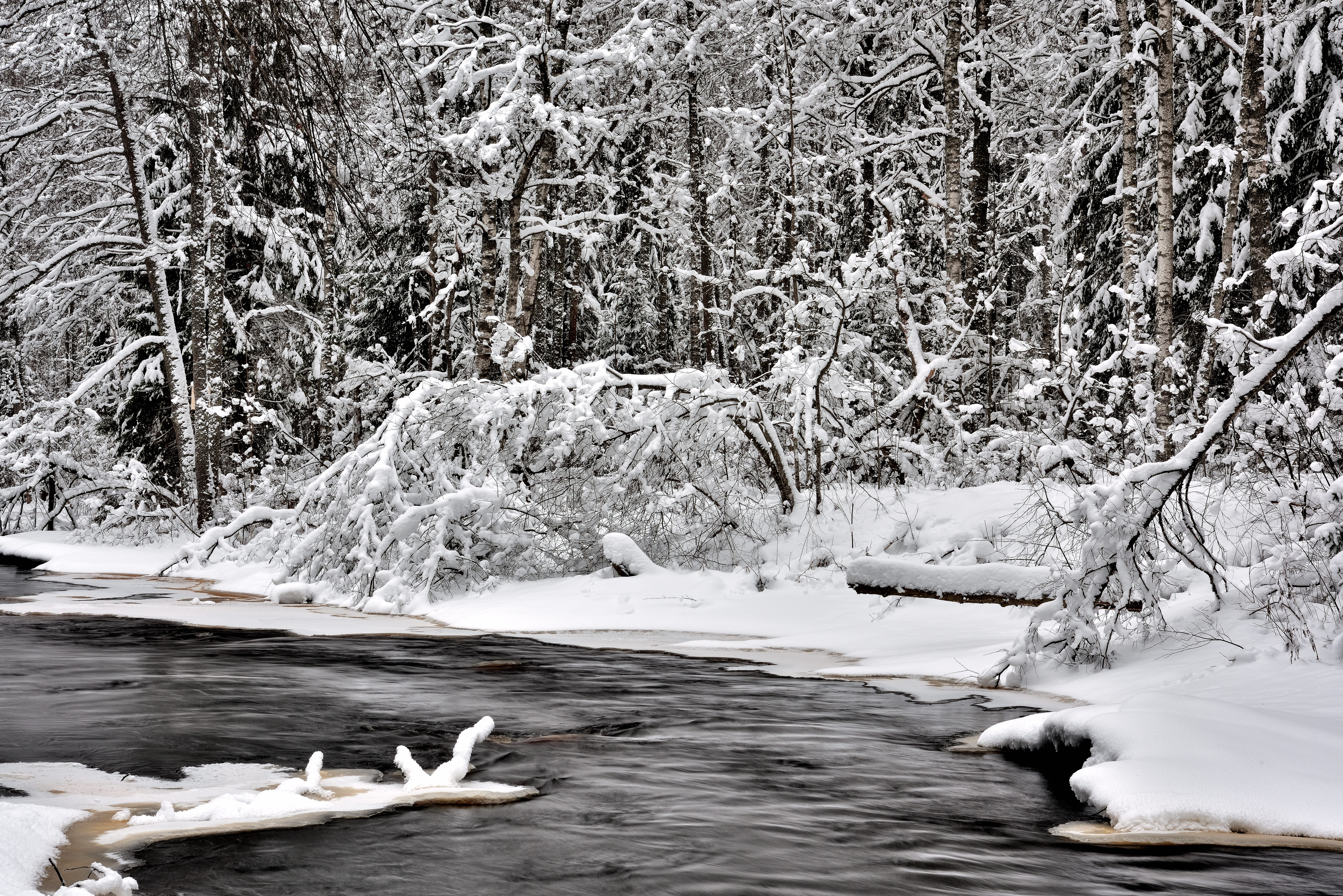
Рощинка зимой
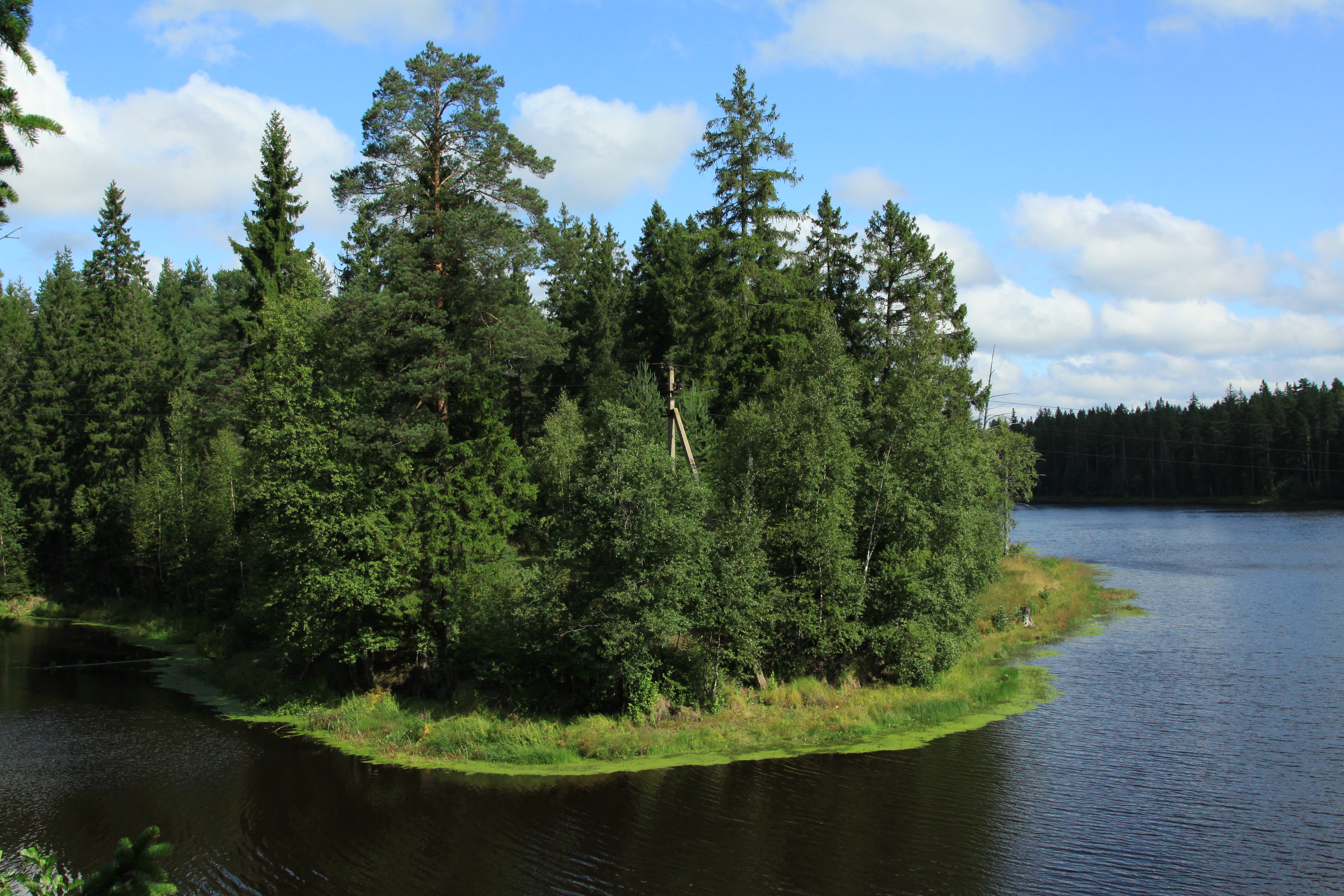
Озеро Рощинское

## Флора и фауна
На склонах долины Рощинки произрастает лиственница сибирская, развиты ельники-кисличники с разнотравьем широколиственных лесов, местами произрастают липа, клён, вяз и лещина.
На Рощинке широко распространены кряква, обыкновенный гоголь и перевозчик. Также встречаются чирок-свистунок, зимородок, белоспинный дятел, трёхпалый дятел, оляпка и зелёная пеночка. Среди насекомых обитает Nemoura cinerea из семейства немуридов. В реке обитает речная минога, обыкновенная жемчужница атлантический лосось, язь, плотва, окунь и кумжа. Обыкновенная жемчужница и кумжа занесены в Красную книгу России.

## Охрана территории
Среднее течение Рощинки находится на территории государственного комплексного природного заказника «Линдуловская роща», а её низовья в Гладышевском заказнике. В феврале 2022 года жители Рощино выдвинули идею по созданию ООПТ на реке «Долина реки Рощинки» площадью 5 км², который должен занимать не охраняемую другими ООПТ часть реки. Депутаты постоянной комиссии Законодательного собрания Ленинградской области по экологии и природопользованию рассмотрели данную идею и поддержали инициаторов, а также решили выйти с обращением к губернатору Ленинградской области Александру Юрьевичу Дрозденко по созданию ООПТ.

## Население и освоение берегов
По берегам истока Рощинки расположен посёлок городского типа Рощино, который с 2010-х годов расширяется по её долине. В 1935 году на реке была построена ныне не действующая Рощинская ГЭС.